# Montefioralle
Montefioralle è una frazione di Greve in Chianti in provincia di Firenze, ad una distanza di 1,2 km dal capoluogo comunale. Fa parte dei Borghi Più Belli d'Italia.

## Storia
Il più antico ricordo documentato risale al 6 febbraio del 1085 quando viene rogato un atto nel a castro Monteficalli. Il castello viene citato diverse altre volte all'inizio del XII secolo come una curtis in cui venivano rogati atti ufficiali, atti conservati nell'archivio della Badia a Passignano. Tra questi documenti quello datato 4 marzo 1122 è di particolare interesse; in quel documento viene certificata la vendita di un bene tra un tale Benne di Gerardo e Gisla di Guinildo insieme alla madre Ermengarda del fu Rolando, i personaggi di questa vicenda portano tutti un nome di origine germanica tanto che si è ipotizzato che fossero esponenti di una famiglia nobile di stirpe longobarda.
In epoca successiva il castello e borgo di Monteficalle fu di proprietà dei Ricasoli, dei Benci di Figline e dei Gherardini di Montagliari.
Il borgo si trovava lungo una strada chiamata via del Guardingo di Passignano, questa strada metteva in comunicazione le tre principali valli della parte meridionale del contado fiorentino, la Val d'Elsa, la Val di Pesa e la Val di Greve con il Valdarno Superiore.
In antico il castello era conosciuto come Monteficalle per poi divenire Montefioralle nel XVIII secolo.

## Luoghi di interesse

### Il borgo
Il paese si è sviluppato intorno alla parte più elevata che corrisponde all'antico insediamento feudale. Sviluppandosi intorno all'antico castello il borgo ha preso una pianta di forma ellittica, composto da una strada radiale dalla quale si dipanano dei vicoletti facenti tutti capo al cassero feudale. Dell'antico cassero oggi è rimasta una poderosa struttura a pianta rettangolare che presenta un rivestimento in filaretto di pietra alberese. Il complesso, oggi scapezzato e ridotto ad uso abitativo, dovrebbe risalire tra la Fine del XII e l'inizio del XIII secolo.
Tutto intorno all'abitato sorgono le mura di cinta che ripetono la forma del borgo. Le parti di mura ancora oggi conservate presentano i resti di alcune torri, oggi convertite in abitazioni, e le tre porte di accesso, tutte aperte direttamente nelle mura. Le mura realizzate interamente a sasso scapezzato sono da datarsi tra la fine del XIII secolo e l'inizio del XIV.
Il tessuto urbano si presenta con uno stile molto unitario, caratterizzato da edifici con strutture medievali. Tra questi edifici si segnalano una casa ritenuta essere stata di proprietà del navigatore fiorentino Amerigo Vespucci e un'altra che presenta un bel portale a sesto acuto con sopra uno stemma del Bigallo. L'edificio sacro del borgo è la chiesa di Santo Stefano.

### Altri luoghi di interesse nei dintorni
Nelle vicinanze di Montefioralle si trova la pieve di San Cresci che conserva ancora la struttura romanica, con facciata preceduta da un nartece e dotata di due bifore.

## Galleria d'immagini

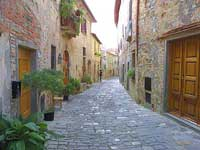
Via del borgo
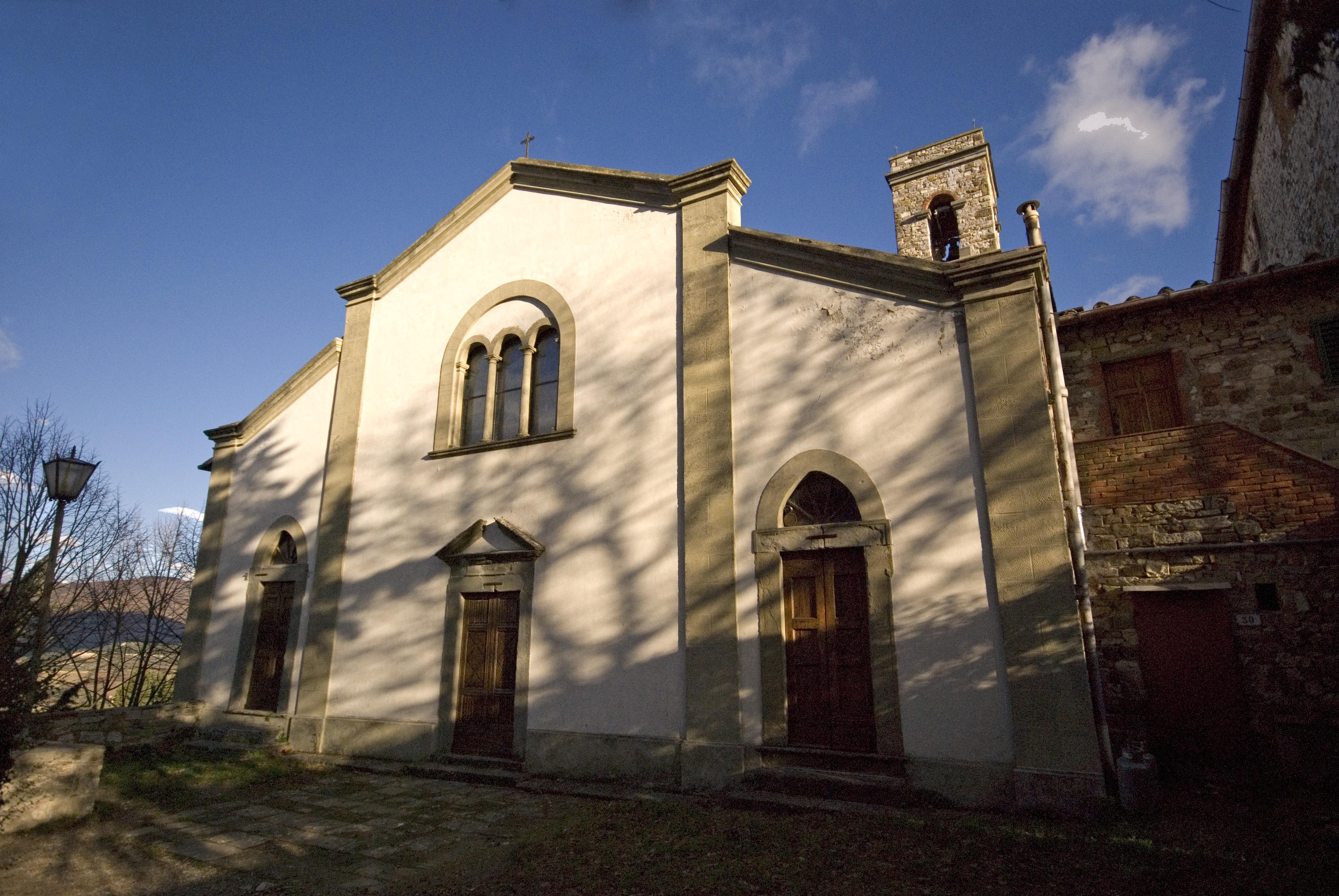
Chiesa di Santo Stefano
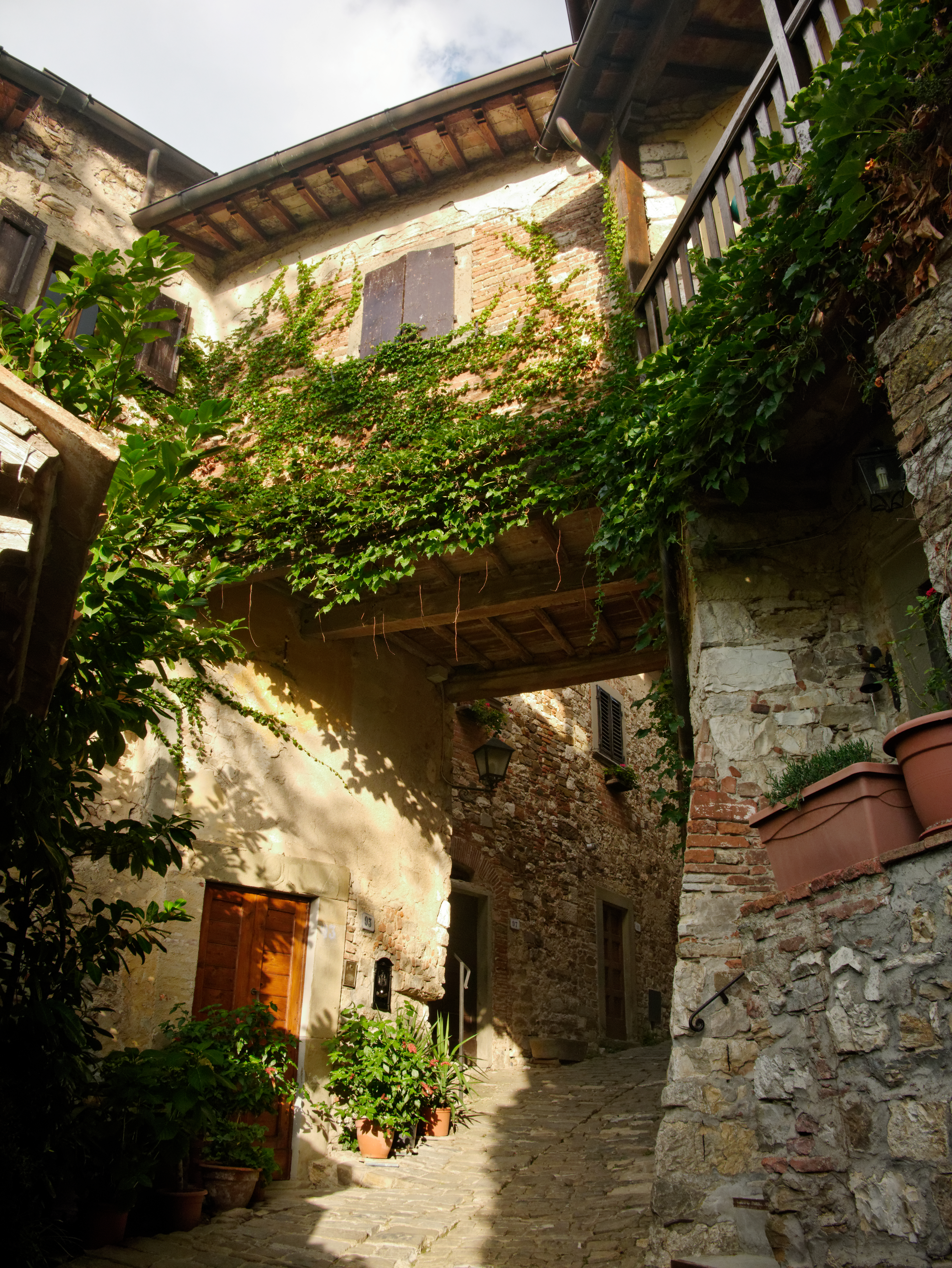
Uno degli ingressi del borgo